# Etiopie na Letních olympijských hrách 2016
Etiopie se účastnila Letní olympiády 2016.

## Medailisté
| Medaile | Jméno             | Sport    | Soutěž        |
| ------- | ----------------- | -------- | ------------- |
| Zlato   | Almaz Ayanaová    | Atletika | Ženy 10,000 m |
| Stříbro | Genzebe Dibabaová | Atletika | Ženy 1500 m   |
| Stříbro | Feyisa Lilesa     | Atletika | Muži marathon |
| Bronz   | Tiruneš Dibabaová | Atletika | Ženy 10,000 m |
| Bronz   | Tamirat Tola      | Atletika | Muži 10,000 m |
| Bronz   | Mare Dibabaová    | Atletika | Ženy marathon |
| Bronz   | Almaz Ayanaová    | Atletika | Ženy 5000 m   |
| Bronz   | Hagos Gebrhiwet   | Atletika | Muži 5000 m   |